# 마리오의 슈퍼 피크로스
《마리오의 슈퍼 피크로스》(マリオのスーパーピクロス, Mario's Super Picross)는 《마리오의 피크로스》의 슈퍼 패미컴 후속작이다. 《마리오의 피크로스》의 게임보이 후속작의 실제 이름인 《마리오의 피크로스 2》로 잘못 불리는 경우도 있다. 이 게임은 슈퍼 패미컴 마우스와 호환된다.
북아메리카에서의 《마리오의 피크로스》의 실패 이후 닌텐도는 해당 지역에 이 게임을 출시하지 않기로 결정하였다. 2006년 12월 19일 일본에서 이 게임은 Wii의 버추얼 콘솔 서비스에서 다운로드가 가능하게 되었으며 나중에 2007년 9월 14일 이 게임의 오리지널 일본 출시의 12주년을 기념하여 일본어가 번역되지 않은 이 게임의 최초의 서양 릴리스로서 2007년 9월 14일에 PAL 지역에 출시되었다. 이 게임은 2013년 4월에 일본과 PAL 지역에서 Wii U의 버추얼 콘솔 서비스에서 다운로드를 위해 재출시되었다.

## 게임플레이
게임플레이는 《마리오의 피크로스》와 동일하며, 플레이어는 각 레벨마다 그림의 암호를 해제하면서 더 어려운 퍼즐로 넘어가야 한다. 그러나 플레이어는 와리오 역할을 하며 플레이할 수도 있으며 게임플레이의 변화로 인해 다른 도전을 하게 된다.
플레이어는 더 어려운 레벨에 접근하기 위해 더 많은 줄과 열이 있는 여러 레벨을 통과해야 한다. 마리오의 퍼즐에서 플레이어가 잘못된 셀을 표시하면 타임 페널티를 받는다. 실수를 할 때마다 시간을 두 배씩 잃게 된다. (1분, 2분, 4분, 끝으로 8분) 와리오의 퍼즐에서 시간은 0부터 카운트되며 플레이어는 잘못된 셀을 표시한다고 하여 페널티를 받지는 않는다. 이 플레이어는 실수를 하더라도 통보를 받지 않는다.